# 八字
八字又稱生辰八字，源自古代的中國，是一種利用天干和地支來準確記錄年、月、日、時的方式，由「年干，年支」、「月干，月支」、「日干，日支」、「時干，時支」，共八個干支所組成（共八個字），年、月、日、時的干支組合稱為「柱」，形成「年柱」、「月柱」、「日柱」、「時柱」，故八字又稱為「四柱」或「四柱八字」。

## 歷史
這種以干支記錄時間的方式從夏朝就已經使用，但直至宋朝的徐子平才將人們出生時的干支八字用來論斷人事禍福，因此命理學中的八字命理又稱「子平八字學」，以紀念徐子平對八字命理學的貢獻。

## 換算方法
學習八字，都要熟悉一套把時間換成八字的方式。首先，每一年以立春為新一年的開始，立春至惊蛰為寅月（近似農曆正月），以「節」那一分鐘（並非子時開始）為月之始，「氣」的最後一分鐘為月之終；然後依次序推算出月柱、日柱、時柱的天干與地支。
因八字只為體現地球與太陽的相對角度位置，所以時間換算成八字的公式需參考很多因素，包括平太陽時、恒星時、均時差、時區、夏令時，甚至包括經度，以及該經度與太陽的日照相對夾角等。這樣的換算法固然精確，卻也較為煩瑣，多半借助電腦輔助計算，一般是以萬年曆搭配簡易公式換算。

## 八字運用
以下二例，分別以西元、農曆和八字三種表示法參照比較：
- 例一

| 西元 | 2006年1月28日23:50       |
| 農曆 | 丙戌年正月初一日子時     |
| 八字 | 乙酉年己丑月戊午日壬子時 |

※八字以「立春」節氣為新舊年的交界，丙戌年正月初七辰時（07:27）立春。
- 例二

| 西元 | 2006年10月10日10:10      |
| 農曆 | 丙戌年八月十九日巳時     |
| 八字 | 丙戌年戊戌月壬申日乙巳時 |

## 八字排盤示例
将出生日期（农历、西曆均可）经換算成为八字的过程称为八字排盤。生辰八字通常用来預測地球與太陽不同位置時的人的行為表現。
- 排盤示例

| 時柱 | 日柱 | 月柱 | 年柱 | 四柱 |
| 癸   | 乙   | 己   | 乙   | 天干 |
| 未   | 亥   | 卯   |      | 地支 |

※民國初年段祺瑞的八字命盤（《子平真詮評註·〈卷二〉》沈孝瞻原著／徐樂吾評註）